# Нова Весь (гміна Нисько)
Нова Весь (пол. Nowa Wieś) — село в Польщі, у гміні Нисько Ніжанського повіту Підкарпатського воєводства.
Населення — 320 осіб (2011).
У 1975-1998 роках село належало до Тарнобжезького воєводства.

## Демографія
Демографічна структура станом на 31 березня 2011 року:
|          | Загалом | Допрацездатний вік | Працездатний вік | Постпрацездатний вік |
| -------- | ------- | ------------------ | ---------------- | -------------------- |
| Чоловіки | 162     | 32                 | 112              | 18                   |
| Жінки    | 158     | 38                 | 85               | 35                   |
| Разом    | 320     | 70                 | 197              | 53                   |